# 安德海
安德海（1837年—1869年9月12日），一說名安得海，直隸天津府南皮县（今河北省滄州市南皮县）人。晚清宦官，清朝咸丰帝、慈禧太后的寵宦。

## 生平
安德海出生年份有多种说法：1837年，1842年，1844年。自幼自閹入宮，成為咸豐帝身邊御前太監，人稱「小安子」，頗知書，通曉論（《論語》）、孟（《孟子》）。咸豐年間，一直收受當時尚為懿貴妃的慈禧太后賄賂，為其提供咸豐的情報和助其討好咸豐，日後因此深得慈禧重用。咸丰十一年（1861年）发生的辛酉政变中，安德海把咸豐遺詔密報慈禧太后，因此深得慈禧太后的歡心，升為總管太監。
同治八年（1869年）七月，安德海出京辦貨，乘上兩艘太平船從京杭大運河一路南下，“招搖煽惑，聲勢赫然”；七月二十日，駛入山東境內，抵魯北古城德州。山東巡撫丁寶楨以順治帝祖訓「宦豎非經差遣，不許擅出皇城」，並表示“宦豎私出，非制。且大臣未聞有命，必詐無疑”為由，命泰安縣知縣何毓福將安德海與其隨從逮捕，派人秘密向慈安太后請示，慈安命軍機處回文，內稱：“該太監擅離遠出，並有種種不法情事，若不從嚴懲辦，何以肅宮禁而儆效尤？著丁寶楨迅速派委幹員，於所屬地方將六品藍翎安姓太監嚴密查拿，令隨從人等指證確實，毋庸審訊，即行就地正法，不准任其狡飾。如該太監聞風折回直境，即著曾國藩飭屬一體嚴拿正法。倘有疏縱，惟該督撫是問，欽此。其隨從人等，有跡近匪類者，並著嚴拿，分別懲辦，毋庸再行請旨。”
八月初七，丁寶楨於濟南西門外丁字街（今飲虎池街北段）斬首安德海，暴屍三日，隨行二十餘人，一律處死。日后《清实录 同治朝实录》甚至在同治八年八月庚戌连两条涉及安德海被处死一事
——

諭內閣、本月初三日丁寶楨奏、據德州知州趙新稟稱，有安姓太監乘坐大船，捏稱欽差織辦龍衣，船旁插有龍鳳旗幟，攜帶男女多人，沿途招搖煽惑，居民驚駭等情。當經諭令直隸山東江蘇各督撫派員查拏，即行正法。茲據丁寶楨奏、已於泰安縣地方，將該犯安得海拏獲，遵旨正法，其隨從人等，本日已諭令丁寶楨分別嚴行懲辦。我朝家法相承，整飭宦寺，有犯必懲，綱紀至嚴。每遇有在外招搖生事者，無不立治其罪。乃該太監安得海，竟敢如此膽大妄為，種種不法，實屬罪有應得。經此次嚴懲後，各太監自當益知儆懼，仍著總管內務府大臣嚴飭總管太監等，嗣後務將所管太監嚴加約束，俾各勤慎當差。如有不安本分出外滋事者，除將本犯照例治罪外，定將該管太監一並懲辦，並通諭直省各督撫嚴飭所屬，遇有太監冒稱奉差等事，無論已、未犯法，立即鎖拏，奏明懲治，毋稍寬縱！

諭軍機大臣等、丁寶楨奏、拏獲招搖煽惑之太監，遵旨正法，並分別查辦隨從人等一摺，已明降諭旨宣示矣。安得海既經正法，其隨從之陳玉祥、李平安二名，亦系太監，均著即行絞決。此外尚有太監幾人，著丁寶楨於訊明後，一並絞決，以儆效尤。其餘隨從人等跡近匪類者，即懍遵前旨，分別懲辦。至黃石魁一名，系何人役，摺內所稱前站官，究系何官，抑系冒充，並著訊明辦理。安得海衣物等項，毋庸存儲藩庫，即由該撫派員解交內務府查收。將此由六百里諭令知之。
安德海死後，李連英取代其地位。

## 影视形象
| 演員           | 作品         | 年份 | 类型   |
| 李凌江         | 滿清十三皇朝 | 1987 | 電視劇 |
| 彭偉華         | 戲說慈禧     | 1993 | 電視劇 |
| 翁世傑         | 滿清禁宮奇案 | 1994 | 電影   |
| 陳國邦         | 慈禧秘密生活 | 1995 | 電影   |
| 潘宏梁         | 恭親王       | 2006 | 电视剧 |
| 吳灝璋（童年） | 大太監       | 2012 | 电视剧 |
| 曹永廉         | 大太監       | 2012 | 电视剧 |